# Isla de Ízaro
Ízaro es una isla de España en aguas del mar Cantábrico, situada en la costa de la provincia de Vizcaya, frente a las localidades de Bermeo y Mundaca a una distancia de 3 km de la primera y 2,2 km de la segunda. Sin embargo, el territorio pertenece a la villa de Bermeo. La isla ocupa el centro de la desembocadura de la ría de Mundaca y se encuentra flanqueada por los cabos de Ogoño y Machichaco. Está comprendida en el área natural de Urdaibai.
La isla es alargada, de forma triangular, y está orientada en dirección NO-SE. La parte más alta y ancha de la isla es la parte SE. En su parte más ancha, mide unos 150 m, y su longitud es de 675 m, siendo su altura máxima de 44,5 m. La punta noroccidental se denomina Archicote. Hacia el noreste de la isla, y separada de esta unos 200 m, existe una roca llamada Potorro-harri o Harri-ederra. Al sudeste se encuentra un embarcadero natural o "puerto" de Ízaro.
El obispo de Calahorra Diego López de Zúñiga y Fray Martín de Arteaga fundaron un convento franciscano en 1422, que fue construido en la explanada superior. Su situación de aislamiento hizo que adquiriera fama y fuera visitado por tres reyes: Enrique IV de Castilla en 1457, Fernando el Católico en 1476 e Isabel La Católica en 1483. Una de las leyendas que se cuentan sobre la isla es que en 1594 la saquearon soldados que iban en una flota de 14 navíos comandada por Sir Francis Drake, causándole graves daños, aunque no llegaron a incendiarla, pero historiadores y expertos en la materia coinciden en que esta historia no es real, ya que no hay constancia ninguna que demuestre que Sir Francis Drake navegase por esas aguas en esas fechas. Mucho más probable es, sin embargo, que Izaro fuera saqueada por corsarios hugonotes franceses, muy habituales en el mar 
Cantábrico en aquella época. En 1719 el convento fue abandonado, con lo que la isla quedó deshabitada. Apenas quedan vestigios de él. Tras ello la principal presencia humana eran las visitas de jóvenes de acampada, hasta que el patronato de la Reserva de la biosfera de Urdaibai, de la que forma parte, prohibió tal actividad.
Izaro es una importante colonia de aves marinas; la especie más abundante es la gaviota patiamarilla, aunque también anidan el paíño común y la garceta común. En épocas anteriores se criaban en ella conejos (seguramente llevados por los frailes del convento), y en el siglo XIX se arrendaba la isla para que pastaran las ovejas.
Sus costas y alrededores son zonas de buceo y pesca, por lo que en verano abundan las pequeñas embarcaciones de pesca deportiva con puerto en Bermeo, Mundaca y Pedernales.
Las gentes del lugar han solido especular sobre el origen de la isla; vista desde la playa de Laga, en el extremo nororiental de la reserva, presenta una forma similar al cabo de Ogoño, lo que ha motivado la creencia de que en tiempos remotos se desgajó de aquella roca hundiéndose en el mar. En cualquier caso, la isla forma parte de una misma unidad geológica con la punta de Anzoras, situada en la margen derecha de la ría.
En la década de los 80 del pasado siglo, la isla fue la imagen de Ízaro Films, donde en su introducción podía verse la isla desde diferentes ángulos y con varios zooms mientras sonaba la sintonía de la empresa.

## La festividad de la Magdalena

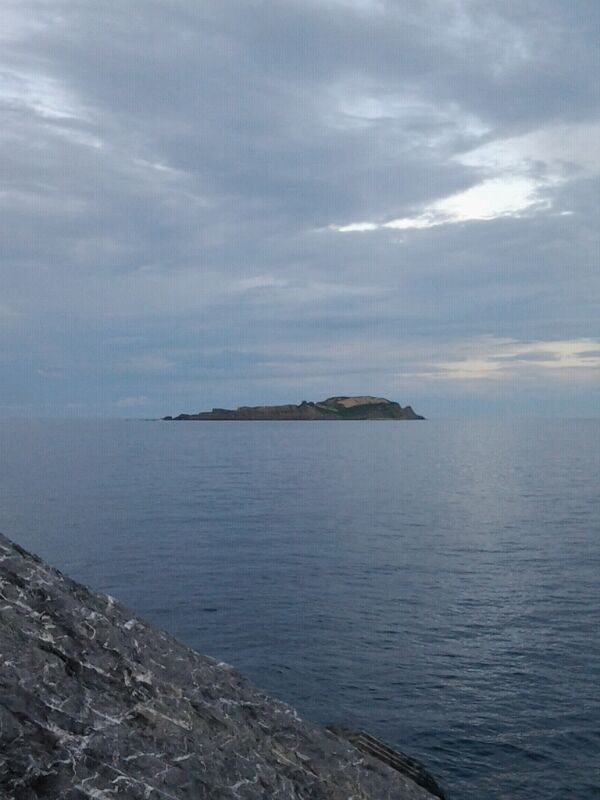
Isla de Ízaro vista desde Bermeo

Sobre su titularidad es célebre la disputa mantenida entre la villa de Bermeo y la anteiglesia de Mundaca. Ambas localidades han tenido a lo largo de la historia varios enfrentamientos acerca de sus límites territoriales con el trasfondo de su distinto rango. Así, la anteiglesia de Mundaca defendía sus derechos sobre la tierra llana sobre la que Bermeo tenía pretensiones. Estas disputas llegaron incluso a las Juntas Generales, que consideraron necesario nombrar una comisión para el establecimiento de los límites, pero ni así se solucionaron completamente las disputas. De aquellos problemas quedan pruebas en la pertenencia de Diminigus a Bermeo y la adscripción de su iglesia a la parroquia de Mundaca.
Quizá de todas aquellas disputas surgiera la leyenda de la regata de Ízaro, de la que aún mantienen algunos autores reservas sobre su verdadera realización. Cuenta esta leyenda que para dilucidar la propiedad de la isla, mundaqueses y bermeanos decidieron disputar una regata bajo el arbitraje de Elantxobe, ya que esta última localidad, que también reclamaba la isla, al parecer cedió finalmente a sus pretensiones.
Se acordó que la regata daría comienzo al amanecer. Así se celebró y los remeros de la trainera de Bermeo salieron victoriosos a pesar de perder a uno de sus hombres, que cayó al mar y pereció ahogado; la tradición mundaquesa cuenta que los bermeanos encendieron hogueras para que el gallo cantara antes, lo que les dio la ventaja necesaria para ganar la regata.
La regata se conmemora actualmente el 22 de julio, día de Santa María Magdalena, con una fiesta de hermanamiento entre Mundaca, Bermeo y Elantxobe. En el acto principal de la fiesta, el alcalde de Bermeo, que lo será ese día también de Elantxobe y Mundaca, lanza, en presencia de los otros dos, una teja al mar junto a la costa de Izaro, diciendo "Honaino heltzen dira Bermeoko itxuginak" (hasta aquí llegan las goteras de Bermeo), fórmula mediante la cual se renueva anualmente la posesión bermeana de la isla, y se asciende a ella para colocar una ikurriña y la bandera de Bermeo, siendo casi el único día del año que la isla recibe visita.

## Imágenes

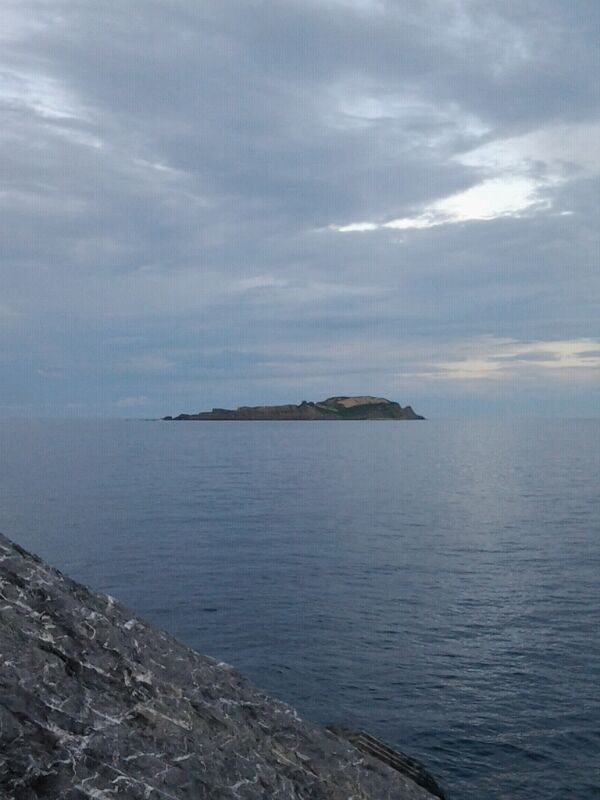
Izaro vista desde Bermeo.
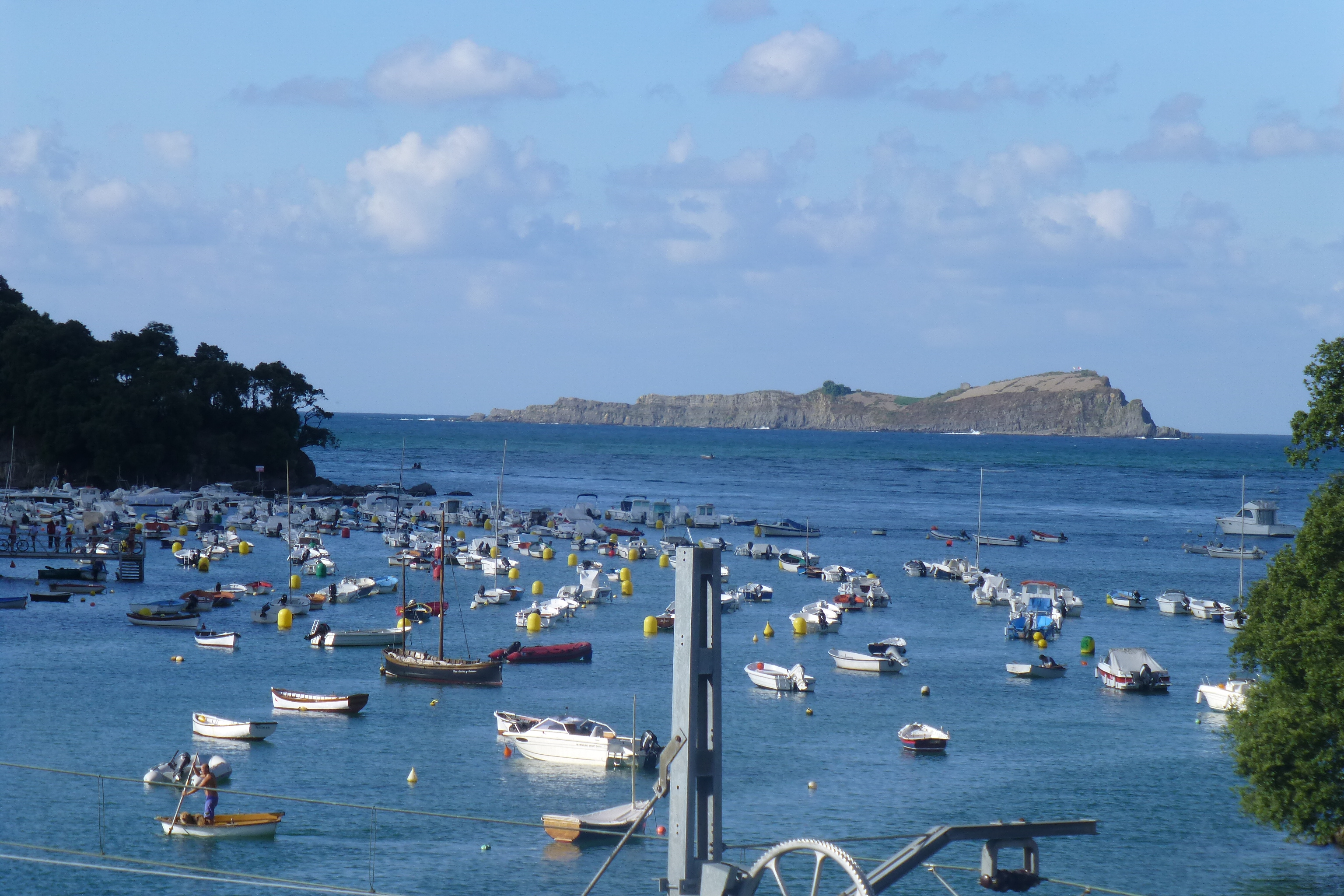
Isla de Izaro y ensenada de Portuondo.
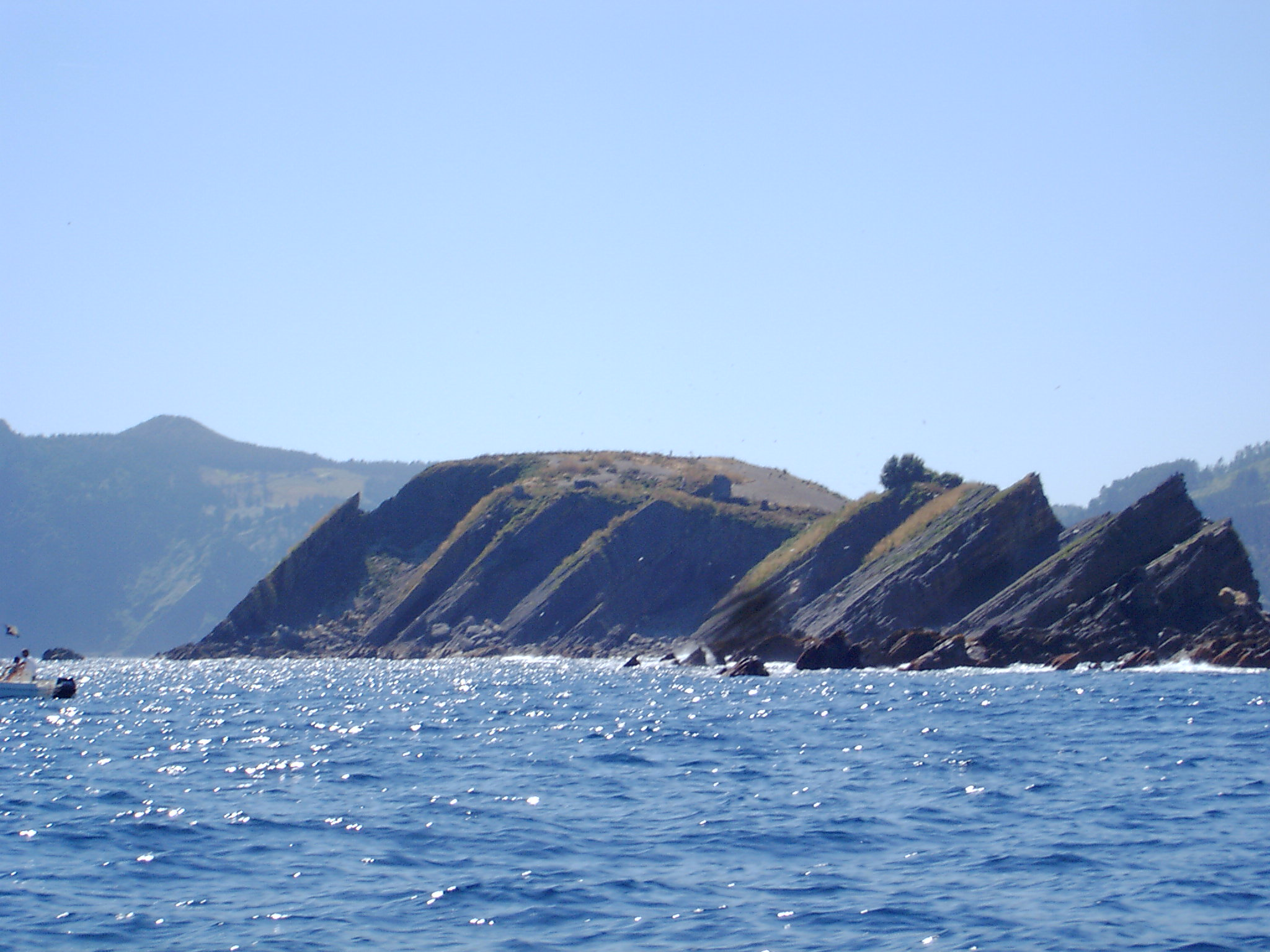
La isla vista desde el mar.
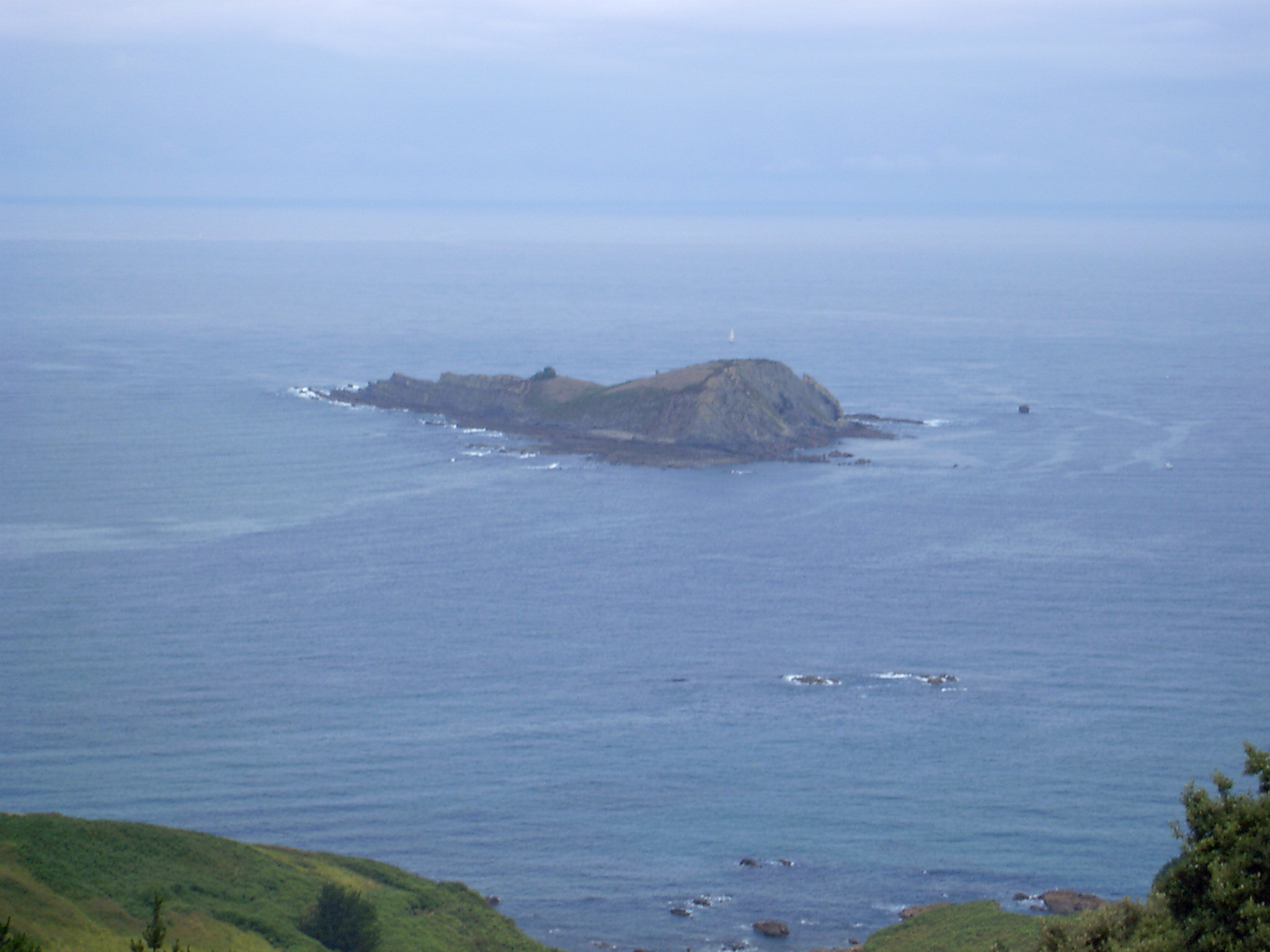
Vista desde Ibarranguelua.